# Atarba argentata
Atarba argentata är en tvåvingeart som beskrevs av Edwards 1928. Atarba argentata ingår i släktet Atarba och familjen småharkrankar. Inga underarter finns listade i Catalogue of Life.